# The Sawdust Ring
The Sawdust Ring è un film muto del 1917 diretto da Charles Miller e Paul Powell.

## Produzione
Il film fu prodotto dalla Kay-Bee Pictures e dalla New York Motion Picture.

### Regia
Una fonte contemporanea cita come regista Powell, molte altre invece attribuiscono il film a Charles Miller mentre altre ancora designano ambedue come registi del film. Nella sua autobiografia, Bessie Love menziona come regista Powell.

## Distribuzione
Distribuito dalla Triangle Distributing, il film uscì nelle sale cinematografiche degli Stati Uniti il 15 luglio 1917.
Copie della pellicola sono conservate nel Pacific Film Archive e in collezioni private.